# ヘルタ・テッパー
ヘルタ・テッパー（Hertha Töpper, 1924年4月19日 - 2020年3月28日）は、オーストリアのアルト歌手。

## 人物
グラーツの生まれ。地元の音楽院でヴァイオリンと声楽を学び、1945年にグラーツ歌劇場でジュゼッペ・ヴェルディの《仮面舞踏会》のウルリカ役でデビューを飾った。1951年にはバイロイト音楽祭に出演し、1952年からはバイエルン国立歌劇場の歌手となった。1953年にはコヴェントガーデン王立歌劇場に客演を果たし、1955年にはバイエルン州からKammersänger（カマーゼンガー）の称号を贈られた。1957年にはパウル・ヒンデミットの《世界の調和》の初演でカタリナ役を務めた。1960年にはサンフランシスコ歌劇場に客演し、1963年にはメトロポリタン歌劇場に出演して声望を集めた。
1971年から1981年までミュンヘン音楽院で後進の指導に当たり、1980年に歌手活動を引退した。
2020年3月28日にミュンヘンにて死去。95歳没。

## 註
1. ↑  Hertha Töpper (Contralto, Mezzo-soprano)
2. ↑  imdb.com
3. ↑  “Death notice” (ドイツ語). Süddeutsche Zeitung. (2020年4月1日) 2020年4月6日閲覧。